# Fontanelle (Olaszország)
Fontanelle település Olaszországban, Veneto régióban, Treviso megyében. Lakosainak száma 5662 fő (2023. január 1.). Fontanelle Codogne, Mansue, Oderzo, Ormelle, Vazzola, Gaiarine és San Polo di Piave községekkel határos.

## Népesség
A település népességének változása:
| Lakosok száma | 5755 | 5744 | 5662 |
|               | 2017 | 2018 | 2023 |

## Testvérvárosok
- Auterive, Franciaország